# أيس كمبات 2
لعبة أيس كمبات 2 (بالإنجليزية: ACE COMBAT 2)‏، هي لعبة إلكترونية حربية لطائرات المقاتلة ، أنتجت من قبل شركة نامكو اليابانية سنة 1997م ، وهي تعمل بنظام بلاي ستيشن ، وأنها قصة روائية افتراضية من نوع الأر بي جي ، تدور القصة حول قيام الفضائيين بغزو كوكب الأرض وتهديد استقرار العالم ، أعيدت إنتاج اللعبة على جهاز بلاي ستيشن 2 سنة 2005م ، وصنفت ضمن مجموعة نامكو لإنتاج الألعاب خمسون عاما .

## مميزات اللعبة
تتميز اللعبة بتعدد المراحل وتظوير اشكال الطائرات الحربية، والقيام بمهمات عسكرية إستراتيجية تهدف إلى ضرب العدو، ورسم الخرائط والمناظر بشكل واقعي جدا أفضل من لعبة آير كمبات السابق.
وتختلف على حسب النسخة الأمريكية والنسخة اليابانية، ففي النسخة الأمريكية تعمل بنظام آركيد، بتنفيذ المهمة وتخليص المرحلة بأسرع وقت ممكن، بينما النسخة اليابانية تكون بشخصيات كرتونية واستماع لتوجيهات الأوامر.

## وصلات خارجية
- GameSpot Review
- IGN Review
- Gamestats Figures